# روجيه ليسكو
روجيه ليسكو (بالفرنسية Roger Lescot) ( ليون 18 مارس 1914– باريس 3 فبراير 1975) عالم لغوي ومستشرق ودبلوماسي فرنسي عرف بأعماله المخصصة للأدب واللغة الكردية وترجماته عنها.

## حياته
درس الأدب وتخرج من مدرسة العلوم السياسية ومدرسة اللغات الشرقية حيث حصل على الشهادات في اللغات العربية والتركية والفارسية. انتدب عام 1935 للعمل في المعهد الفرنسي في دمشق. شغل منصب مدير المدرسة العربية بدمشق (1941-1942) ومدير المعهد الفرنسي بدمشق (1942-1944). وفي عام 1944، التحق بوزارة الخارجية الفرنسية، وأصبح سفيراً ووزيراً مفوضاً. ثم أُرسل إلى تونس (1944-1945)، ثم إلى المكسيك (1953)، وإلى طهران والأردن (1962).

## ليسكو والأكراد
في عام 1935، بدأ روجيه ليسكو الاهتمام باللغة والثقافة الكردية. وفي عام 1936، زار مناطق الإيزيديين في شمال سوريا لأكثر من مرة. في عام 1940، كتب تقريراً بعنوان الأسس المحتملة للسياسة الكردية، حيث اقترح دعم الحركة الكردية، من أجل وقف الدعاية السوفيتية تجاه الشرق الأوسط. عقد صداقات مع مجموعة من المثقفين الأكراد ومن أبرزهم الشقيقان جلادت وكاميران بدرخان ونشر مساهمات في عدد من المجلات الكردية التي كانت تصدر وقتها مثل Hawar  (النداء) وRonahî (النور) وRoja Nû (اليوم الجديد). تم عام 1945 وبمبادرة من روجيه ليسكو، إنشاء كرسي اللغة الكردية ودراساتها في المعهد الوطني للغات والحضارات الشرقية Institut National des Langues et Civilisations Orientales (INALCO) ، وهو المنصب الذي بقي يشغله حتى عام 1947، حيث خلّفه فيه كاميران علي بدرخان.

## مؤلفاته
- أمثال وألغاز كردية، باريس، 1937 ترجمه إلى العربية توفيق الحسيني و دلاور زنكي وصدرت الترجمة العربية (حكايات شعبية كردية) في دمشق عام 2010 .
- بحث عن اليزيدية في سوريا وجبل سنجار، بيروت، 1938 وترجمها إلى العربية أحمد حسن وصدرت الترجمة العربية عن دار المدى عام 2007[4]
- الرواية والقصة القصيرة في الأدب الإيراني المعاصر، 1942–1943
- قواعد اللغة الكردية، اللهجة الكرمانجية، باريس، 1968 (بالإشتراك مع اللغوي الكردي جلادت بدرخان)
- الأدب الكردي، (في موسوعة البلياد: تاريخ الآداب)، باريس، غاليمار، 1977.
- جبل الأكراد والحركة المريدية، باريس، 1988

## ترجماته
- مختارات من الشعر الفارسي ( من القرن 11 حتى القرن 20) بالإشتراك مع هنري ماسيه وويلبر لازار (إختار النصوص ذبيح الله صفا) غاليمار، السلسلة الفارسية، باريس، 1964
- البومة العمياء لصادق هدايت، باريس، 1953
- مختارات من الشعر الشعبي الكردي – بالاشتراك مع جيرار شاليان. باريس 1980.
- مم آلان ملحمة كردية، ترجمة عن الكردية، غاليمار، باريس، 1999 وترجمها إلى العربية عبد الناصر حسو وصدرت الترجمة العربية عن دار التكوين عام 2006[5]

## سيناريو
- قورش الكبير، فيلم قصير من إخراج فيري فرزانه Féri Farzaneh عام 1961

## روابط خارجية
- روجيه ليسكو في الويكيبيديا الفرنسية
- روجيه ليسكو في الويكيبيديا الإنكليزية